# マリオン郡 (オレゴン州)
マリオン郡（英: Marion County）は、アメリカ合衆国オレゴン州にある郡の一つである。人口は37万5908人（2020年）。郡庁所在地はセイラムである。セイラム都市圏の一部を形成している。
設立当初は、ウィラメット川沿いの集会地シャンプーイに因んだシャンプイック・ディストリクトという名称であった。1849年9月3日、オレゴン準州議会はアメリカ独立戦争における大陸軍の将官フランシス・マリオンを称えてマリオン郡に改称した。

## 歴史
マリオン郡は1843年7月5日、オレゴン準州の最初の4地域の中の一つとして、トゥワリティ地域（後のワシントン郡）、クラカマス地域、ヤムヒル地域と同時に成立した。これら4地域は1845年に郡として策定された。
成立当初、マリオン郡の郡域は、南はカリフォルニア州との州境、東はロッキー山脈にまで及んでいた。ワスコ郡、リン郡、ポーク郡などが成立すると、マリオン郡の面積は大きく減少する。マリオン郡の現在の境界線は1856年に完成した。
1849年、セイラムが郡庁所在地に指定された。1852年にはオレゴン準州州都がオレゴンシティからセイラムに移転する。州都の所在地については論争を呼んだが、1864年にセイラムの州都としての地位が追認されたことで沈静化した。

## 経済
マリオン郡の主要産業は、農業、食品加工業、林業、製造業、教育である。特に農産物の生産量ではオレゴン州の中でもトップを誇る。マリオン郡にある果樹園の面積は 43 km² (10,640エーカー) である。

## 高等教育

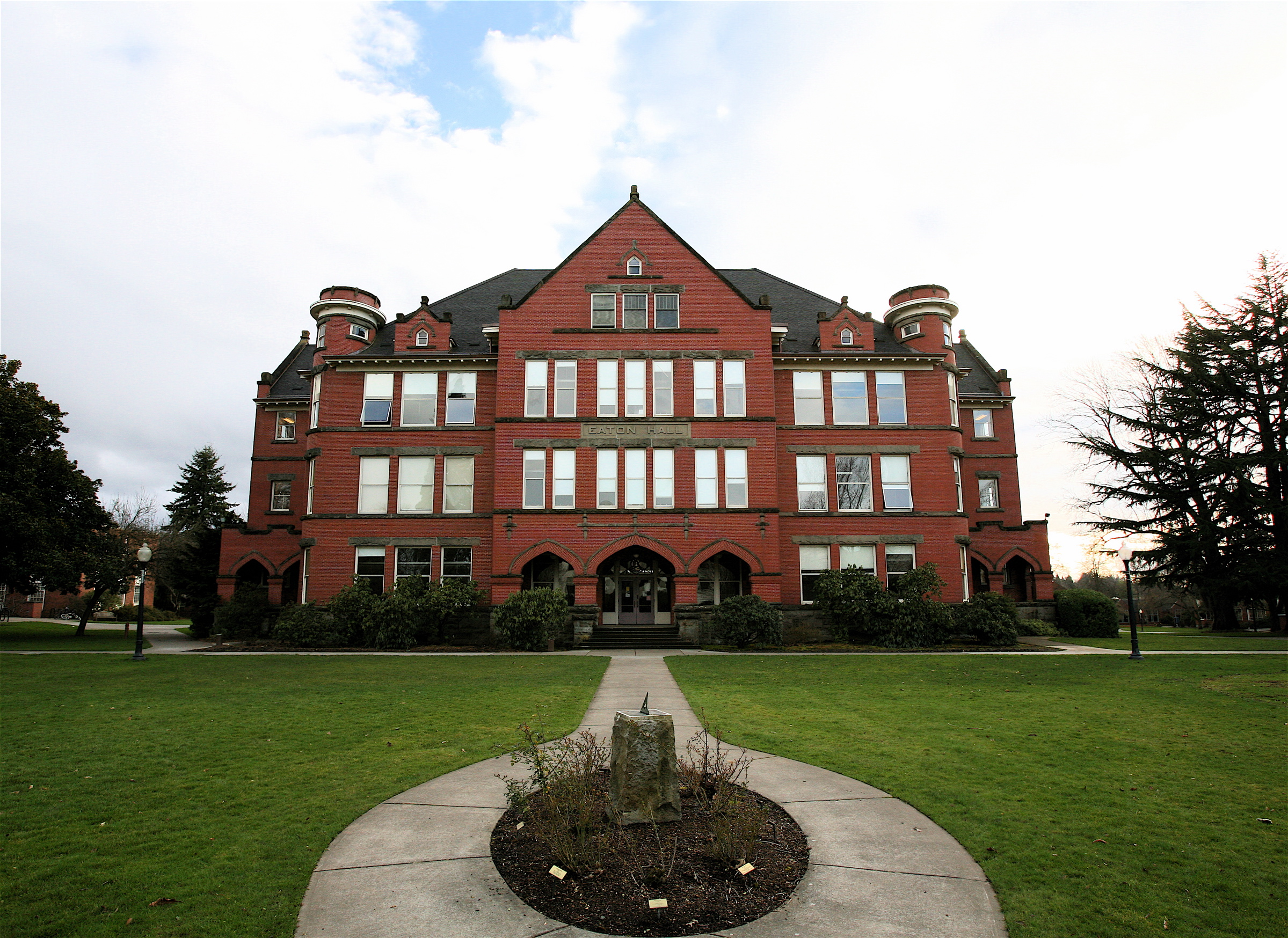
ウィラメット大学イートン・ホール

ウィラメット大学、コーバン・カレッジ、チェメケタ・コミュニティ・カレッジがある。

## 地理
アメリカ合衆国国勢調査局によれば、マリオン郡の総面積は 3,093 km² (1,194 mi²) で、その中の 3,066 km² (1,184 mi²) が陸地、26 km² (10 mi²) が水面であった。

### 隣接郡
- リン郡 - 南
- ポーク郡 - 西
- ヤムヒル郡 - 北西
- クラカマス郡 - 北
- ワスコ郡 - 北東
- ジェファーソン郡 - 東

## 人口動態

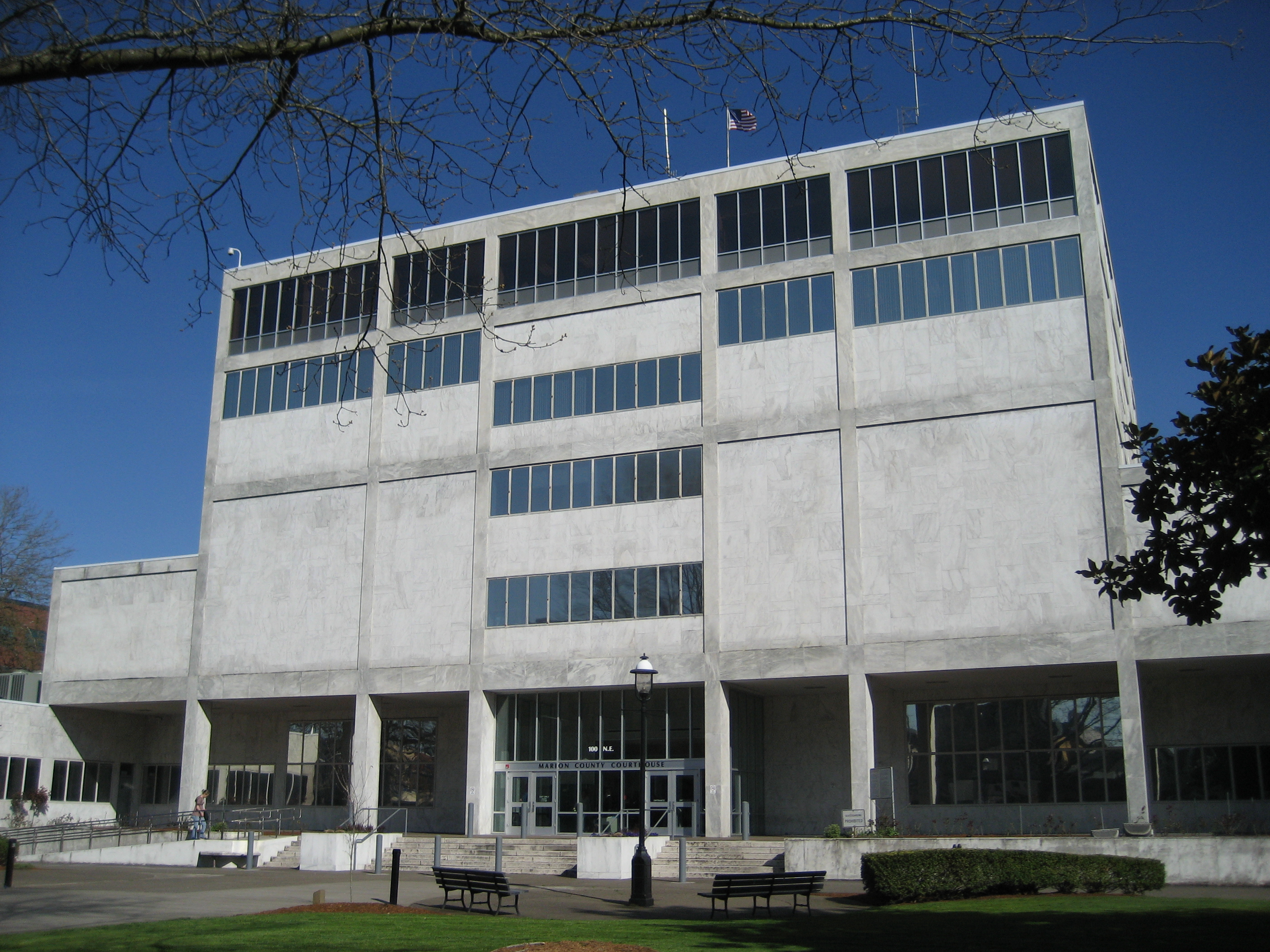
マリオン郡庁舎

以下は2000年国勢調査による人口統計データである。
| - 人口: 284,834人 - 世帯数: 101,641世帯 - 家族数: 70,437家族 - 人口密度: 93人/km²（241人/mi²） - 住居数: 108,174軒 - 住居密度: 35軒/km²（91軒/mi²） 人種別人口構成 - 白人: 81.62% - アフリカン・アメリカン: 0.89% - ネイティブ・アメリカン: 1.44% - アジア人: 1.75% - 太平洋諸島系: 0.36% - その他の人種: 10.58% - 混血: 3.35% - ヒスパニック・ラテン系: 17.10% 年齢別人口構成 - 18歳未満: 27.40% - 18-24歳: 10.30% - 25-44歳: 28.70% - 45-64歳: 21.20% - 65歳以上: 12.40% - 年齢の中央値: 34歳 - 性比（女性100人あたり男性の人口） - 総人口: 101.10 - 18歳以上: 99.50 | 世帯と家族（対世帯数） - 18歳未満の子供がいる: 34.50% - 結婚・同居している夫婦: 53.70% - 未婚・離婚・死別女性が世帯主: 11.00% - 非家族世帯: 30.70% - 単身世帯: 24.00% - 65歳以上の老人1人暮らし: 9.50% - 平均構成人数 - 世帯: 2.70人 - 家族: 3.19人 収入と家計 - 収入の中央値 - 世帯: 40,314米ドル - 家族: 46,202米ドル - 性別 - 男性: 33,841米ドル - 女性: 26,283米ドル - 人口1人あたり収入: 18,408米ドル - 貧困線以下 - 対人口: 13.50% - 対家族数: 9.60% - 18歳未満: 18.10% - 65歳以上: 7.40% |

## 都市と町
- セイラム（郡庁所在地）
- カイザー
- オームズヴィル
- オーロラ
- デトロイト
- ドナルド
- ゲイツ（リン郡にも）
- ジャーヴェイス
- フバード
- イダーニャ（リン郡にも）

- ジェファーソン
- マウント・エンジェル
- セント・ポール
- スコッツ・ミルズ
- シルヴァートン
- ステイトン
- サブリミティ
- ターナー
- ウッドバーン

### 非法人共同体及び国勢調査指定地域
- ブライテンブッシュ
- ブルックス
- ビュートヴィル
- シャンプーイ（ゴーストタウン）
- フォー・コーナーズ

- ヘイズヴィル
- ジョーダン
- ラビッシュ・ヴィレッジ
- マリオン
- メハマ

- モニター
- プラタム
- セント・ベネディクト
- セント・ルイス
- ウェスト・ステイトン